# Dicy
Dicy ist eine Commune déléguée in der französischen Gemeinde Charny Orée de Puisaye mit 332 Einwohnern (Stand: 1. Januar 2022) im Département Yonne in der Region Bourgogne-Franche-Comté.
Von 1996 bis 2014 gehörte Dicy zur Communauté de communes de la Région de Charny.
Dicy wurde am 1. Januar 2016 mit 13 weiteren Gemeinden, namentlich Chambeugle, Charny, Chêne-Arnoult, Chevillon, Fontenouilles, Grandchamp, Malicorne, Marchais-Beton, Perreux, Prunoy, Saint-Denis-sur-Ouanne, Saint-Martin-sur-Ouanne, Villefranche zur Commune nouvelle Charny Orée de Puisaye zusammengeschlossen. Die Gemeinde Dicy gehörte zum Arrondissement Auxerre und zum Kanton Charny.

## Geographie
Dicy liegt etwa 40 Kilometer westnordwestlich von Auxerre an der Ouanne.

## Bevölkerungsentwicklung
| Jahr                      | 1962 | 1968 | 1975 | 1982 | 1990 | 1999 | 2006 | 2013 |
| Einwohner                 | 276  | 258  | 261  | 271  | 300  | 315  | 320  | 328  |
| Quelle: Cassini und INSEE |      |      |      |      |      |      |      |      |

## Sehenswürdigkeiten
- Kirche Saint-Sébastien
- Schloss La Motte-des-Prés aus dem 16. Jahrhundert, seit 1997 Monument historique
- Museum La Fabuloserie für die sog. Art brut